# Debre Tabor
Debre Tabor (également appelée Samara) est une ville et un woreda du nord de l'Éthiopie, et la principale ville de la zone Debub Gondar dans la région Amhara. Elle se trouve à 50 km à l'est du Lac Tana et à 2 706 mètres d'altitude.